# مدرسة الأساتذة العليا باريس-ساكلي
تعد مدرسة الأساتذة العليا باريس-ساكلي، التي كانت تُعرف سابقًا باسم ENS Cachan، مؤسسة للتعليم العالي تقع في Cachan داخل قسم Val-de-Marne بالقرب من باريس في منطقة إيل دو فرانس.
تعد المدرسة واحدة من أعرق وأعرق المدارس الفرنسية. مثل كل المدارس الكبرى الأخرى، فإن مؤسسة النخبة للتعليم العالي غير مدرجة في الإطار العام للجامعات العامة الفرنسية. جنبا إلى جنب مع المدرسة العليا للأساتذة في باريس وENS Lyon وENS Rennes، تنتمي المدرسة إلى شبكة غير رسمية من المدارس الفرنسية العليا، وتشكل أعلى مستوى من البحث والتعليم في نظام التعليم العالي الفرنسي.
في عام 2014، أصبحت مدرسة الأساتذة العليا باريس-ساكلي عضوًا مؤسسًا في اتحاد جامعة باريس-ساكلي، وهي مبادرة لدمج الموارد ودمجها من عدد من مختلف المدارس الكبرى والجامعات العامة والمؤسسات البحثية. تخطط المدرسة حاليًا للانتقال في عام 2019 إلى حرم جامعي جديد يقع في بلدية جيف سور يوفيت على هضبة ساكلي، «وادي السيليكون» في فرنسا، حيث ستكون بالقرب من أعضاء آخرين في باريس-ساكلي كثيفة البحوث والأعمال العنقودية.